# Adobe eLearning Suite
Adobe eLearning Suite是Adobe Systems的专业人才、教学设计、培训管理人员、内容开发商和教育工作者的应用程序集合。该套件允许用户创作、管理、发布等，包括截屏演示、模拟、和其他互动内容的交互式教学信息。
Adobe Flash和Dreamweaver在这个套件中为特殊的软件，用于改善工作流程和应用程序之间的整合。这些版本仅作为套件的一部分，不能单独购买。

## 版本
- eLearning Suite 1（2009年1月发布），包含Captivate  4、Flash CS4 Professional、Dreamweaver CS4、Presenter 7、Acrobat 9 Pro、Photoshop CS4 Extended、Soundbooth CS4、Device Central CS4, Bridge CS4、SCORM Packager。

- eLearning Suite 2（2010年5月发布），包含Captivate 5、Flash Professional CS5、Dreamweaver CS5、Presenter 7 (only for the windows version)、Acrobat 9 Pro、Photoshop CS5 Extended、Soundbooth CS5。

- eLearning Suite 2.5（2011年5月发布）,，包含Captivate 5.5、Flash Professional CS5.5, Dreamweaver CS5.5、Photoshop CS5.1 Extended、Acrobat X Pro、Audition CS5.5（replacing Soundbooth、which had been included in eLS 2）、Bridge CS5、Device Central CS5.5、and Presenter 7（仅适用于Windows）。

- eLearning Suite 6（2012年6月发布），包含Captivate 6、Flash Professional CS6、Dreamweaver CS6、Photoshop CS6 Extended、Acrobat X Pro、Audition CS 6、Bridge CS6 and Presenter 8（仅适用于Windows）。